# 조셉 자스트로

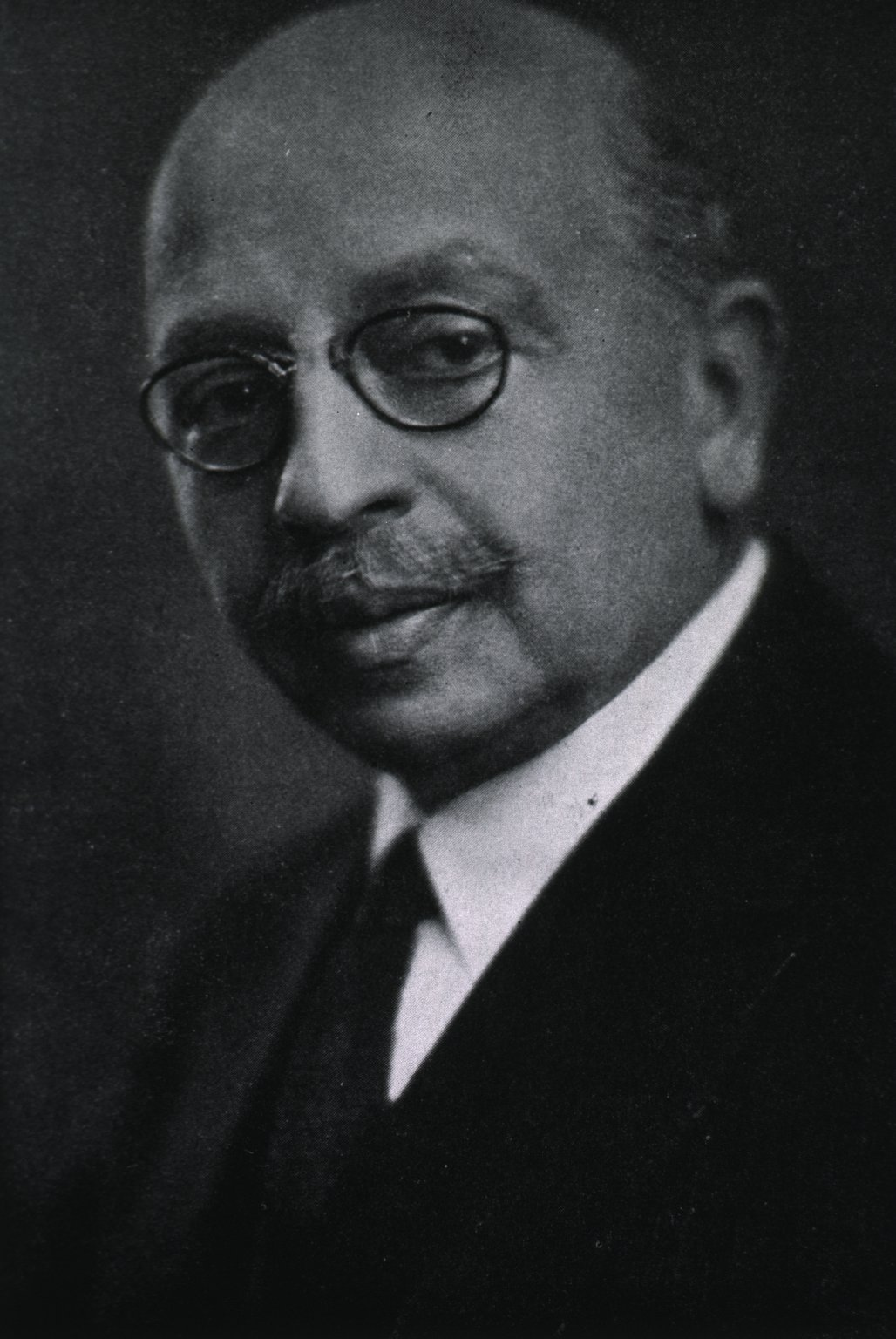

조셉 자스토르(Joseph Jastrow, 1863년 1월 30일 – 1944년 1월 8일)는 폴란드 태생의 미국 심리학자로서 실험 심리학, 실험 설계 및 심리 물리학의 발명으로 악명이 높다.  그는 또한 착시 현상과 그의 작업에서 처음 보고되거나 대중화된 여러 잘 알려진 착시(특히 자스트로 착시 )에 대해 연구했다. 자스토르는 모든 사람이 심리학에 대해 자신만의, 종종 부정확한 선입견을 가지고 있다고 믿었다. 그의  인 목표 중 하나는 과학적 방법을 사용하여 오류에서 진실을 식별하고 평신도를 교육하는 것이었고 자스트로는 연설 투어, 대중 인쇄 매체 및 라디오를 통해 이를 달성했다. 